# Árbol de Dyson

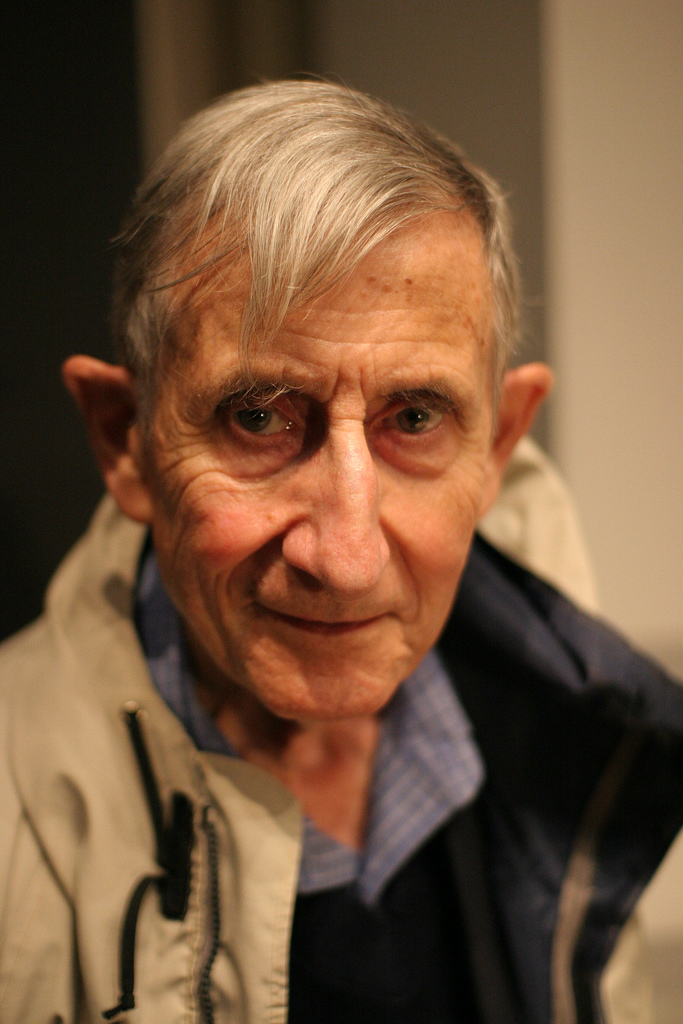
Freeman Dyson en 2005

Un árbol de Dyson (en inglés: Dyson tree) es una hipotética planta modificada genéticamente (tal vez parecida a un árbol) capaz de crecer en el interior de un cometa, sugerida por el físico Freeman Dyson. Las plantas podrían ser capaces de producir una atmósfera respirable dentro de los espacios huecos del cometa (o tal vez incluso dentro de las propias plantas), utilizando la energía solar para la fotosíntesis y los materiales cometarios para los nutrientes, proporcionando así hábitats autosostenibles para la humanidad en el sistema solar exterior análogos a un invernadero en el espacio, una concha cultivada por un molusco o las acciones de las plantas termogénicas, como la col zorrillo o el lirio vudú.